# 伊萊博
伊萊博（Ilebo）是剛果民主共和國的城鎮，由開賽省負責管轄，位於該國中西部，是前往首都金沙薩和盧本巴希的交通樞紐，2002年人口估計約104,800。

## 外部連結
- MSN Map[永久]